# QantasLink

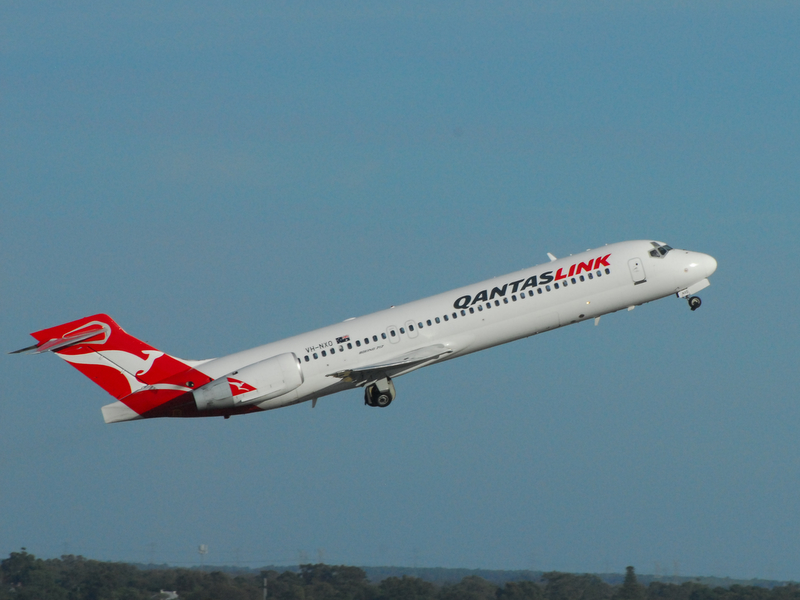
Boeing 717 QantasLink

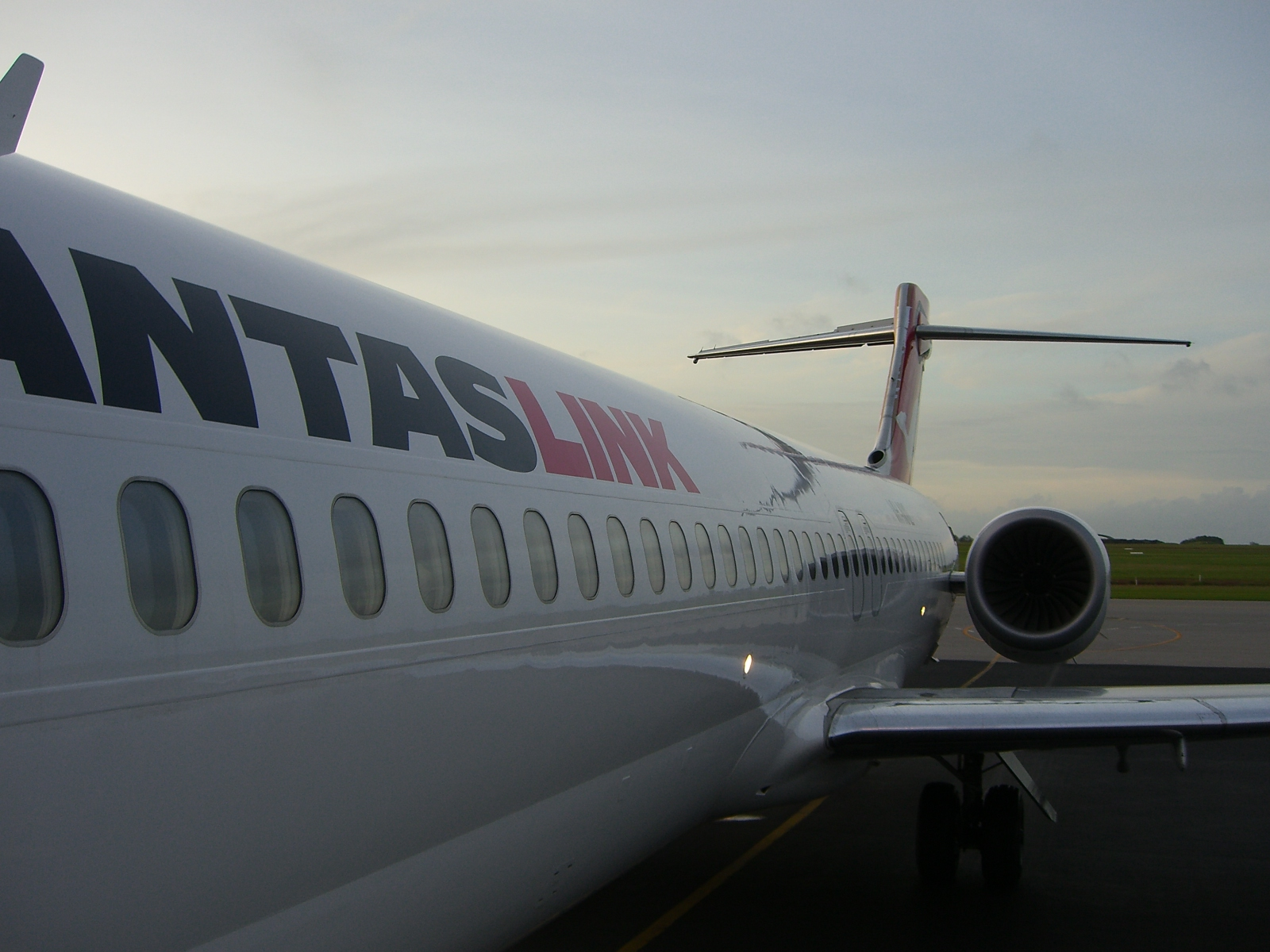
Boeing 717 QantasLink в аэропорту Дарвина

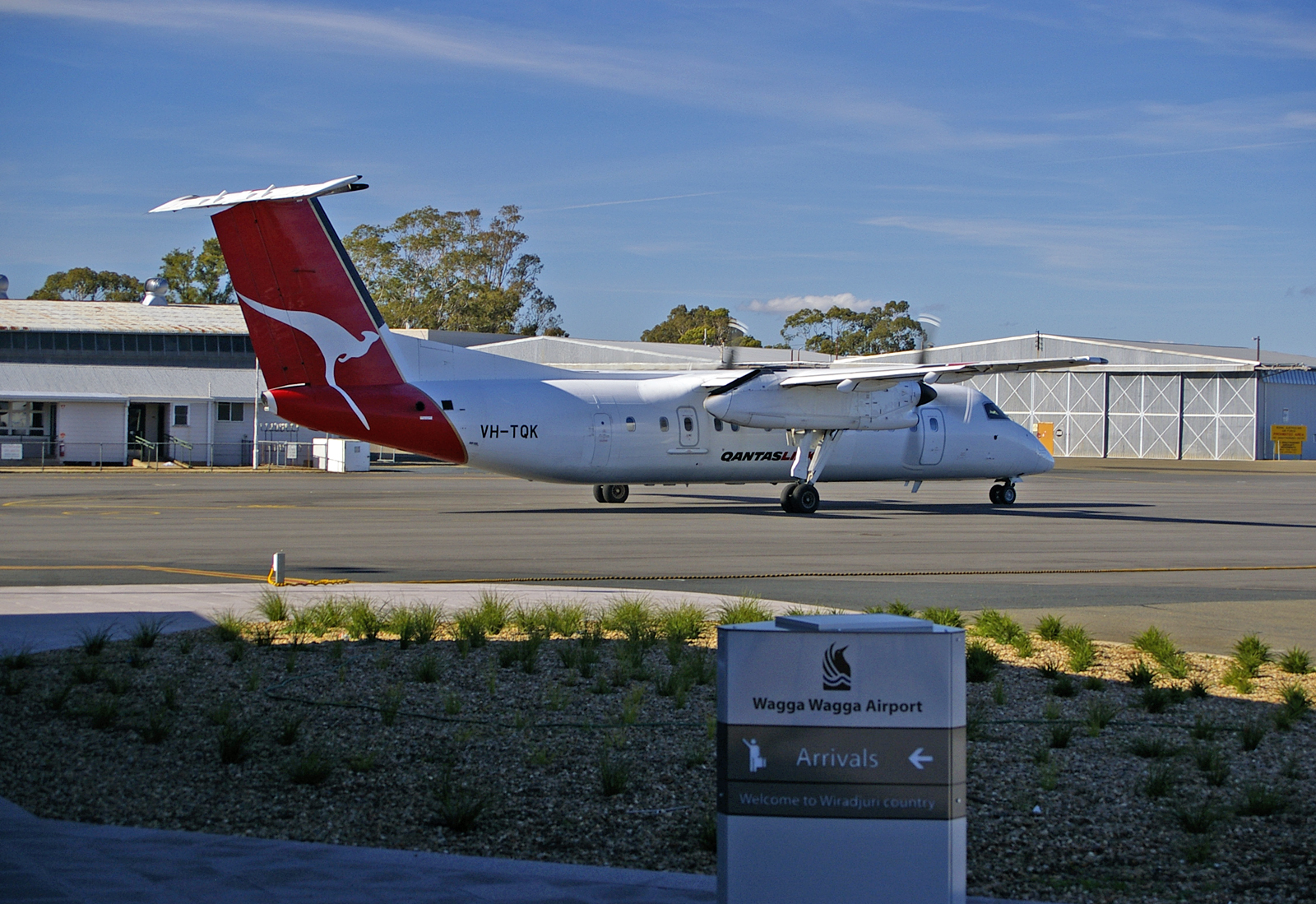
Bombardier Dash 8 (DHC-8 315) QantasLink в аэропорту Уогга-Уогга

QantasLink — австралийская региональная группа авиакомпаний, дочернее предприятие Qantas. Является крупнейшим в Австралии оператором региональных перевозок. Авиакомпании, работающие под логотипом QantasLink входят в состав «Группы авиакомпаний Qantas».

## История
До 2002 года дочерние авиакомпании Qantas работали под разными логотипами. В 2002 году был создан единый бренд QantasLink объединивший три авиакомпании: Eastern Australia Airlines, Sunstate Airlines и Cobham ASA. За короткое время QantasLink взяли на себя вне-магистральные маршруты Qantas, такие как Сидней-Саншайн-Кост, используя самолёты Boeing 717, доставшиеся Qantas от покупки
Impulse Airlines. Позднее некоторые маршруты вместе с самолётами были отданы другой дочерней авиакомпании Qantas — Jetstar Airways. В 2005—2006 годах восемь самолётов были возвращены QantasLink после приобретения Jetstar Airways самолётов Airbus A320.

## Флот
В июле 2021 года флот QantasLink состоял из 97 самолётов, средний возраст которых 18,4 лет:

## Пункты назначения
Международные рейсы QantasLink
- Папуа-Новая Гвинея

Fokker 100 QantasLink в аэропорту Калгурли-Боулдер

  - Порт-Морсби — Международный аэропорт Джексон

Внутренние рейсы QantasLink (дочерняя авиакомпания Eastern Australia Airlines):
- Австралийская Столичная Территория
  - Канберра — Международный аэропорт Канберры
- Новый Южный Уэльс
  - Олбери — аэропорт Олбери
  - Армидейл — аэропорт Армидейла
  - Коффс Харбор — аэропорт Коффс Харбор
  - Даббо — аэропорт Даббо Сити
  - Лорд-Хау — аэропорт острова Лорд-Хау
  - Мори — аэропорт Мори
  - Порт Маскар — аэропорт Порта Маскар
  - Сидней — Международный аэропорт имени Кингсфорда Смита Хаб
  - Тэмворт — аэропорт Тэворта
  - Уогга-Уогга — аэропорт Уогга-Уогга
- Южная Австралия
  - Аделаида — Аэропорт Аделаиды
  - Порт-Линкольн — Аэропорт Порт-Линкольна
- Тасмания
  - Девонпорт — аэропорт Девонпорта
  - Лонсестон — аэропорт Лонсестона
- Виктория
  - Мельбурн — Аэропорт Тулламарин Хаб
  - Милдура — аэропорт Милдура
  - Маунт Хотам — аэропорт Маунт Хотам (Сезонные полеты)

Внутренние рейсы QantasLink (дочерняя авиакомпания Sunstate Airlines):
- Австралийская Столичная Территория
  - Канберра — Международный аэропорт Канберры
- Новый Южный Уэльс
  - Лорд-Хау — аэропорт острова Лорд-Хау
  - Ньюкасл — аэропорт Ньюкасла
- Квинсленд
  - Барколдайн — аэропорт Барколдайна
  - Билоила — аэропорт Билоилы
  - Блэколл — аэропорт Блэколла
  - Брисбен — Международный аэропорт Брисбена Хаб
  - Бандаберг — аэропорт Бандаберга
  - Кэрнс — Международный аэропорт Кэрнса Хаб
  - Чарлевилл — аэропорт Чарлевилла
  - Клонкарри — аэропорт Клонкарри
  - Эмералд — аэропорт Эмералда
  - Гладстон — аэропорт Гладстона
  - Остров Гамильтон — аэропорт Большой Барьерный Риф
  - Херви-Бэй — аэропорт Херви-Бэй
  - Хорн-Айленд — аэропорт Хорн-Айленда
  - Лонгрич — аэропорт Лонгрича
  - Маккай — аэропорт Маккай
  - Моранба — аэропорт
  - Маунт-Айза — аэропорт
  - Рокгемптон — аэропорт Рокгемптона
  - Рим, Квинсленд — аэропорт Рима
  - Таунсвилл — аэропорт Таунсвилла
  - Уэйпа — аэропорт Уэйпы
- Западная Австралия
  - Эксмаут — База Лермонт (с 21 ноября)
  - Джералдтон — аэропорт Джералдтона (с 21 ноября)
  - Перт — Международный аэропорт Перта (с 21 ноября)

Внутренние рейсы QantasLink (дочерняя авиакомпания Cobham Aviation Services Australia – National Jet):
- Северная территория
  - Алис-Спрингс — аэропорт Алис-Спрингс
  - Улуру — аэропорт Айерс-Рок
  - Дарвин — Международный аэропорт Дарвина Хаб
  - Гоув — аэропорт полуострова Гоув
- Квинсленд
  - Кэрнс — Международный аэропорт Кэрнса Хаб
- Южная Австралия
  - Аделаида — аэропорт Аделаиды
- Западная Австралия
  - Брум — Международный аэропорт Кимберли
  - Эксмаут — База Лермонт
  - Калгурли — аэропорт Калгурли-Боулдер
  - Каррата — аэропорт Карраты
  - Ньюман — аэропорт Ньюмана
  - Парабурду — аэропорт Парабурду
  - Перт — Международный аэропорт город Перта Хаб

## Происшествия и катастрофы
- 23 мая 2003 года произошла неудачная попытка угона самолёта QantasLink Boeing 717, следовавшего по маршруту Мельбурн—Лонсестон. Пострадал один пассажир.
- 7 февраля 2008 года самолёт QantasLink Boeing 717 следовавший рейсом 1944 из Гоува в Дарвин, совершил жёсткую посадку в аэропорту Дарвина. По счастливой случайности никто не пострадал.